# Péninsule Kronotski
 (juin 2024).
Si vous disposez d'ouvrages ou d'articles de référence ou si vous connaissez des sites web de qualité traitant du thème abordé ici, merci de compléter l'article en donnant les références utiles à sa vérifiabilité et en les liant à la section « Notes et références ».
Pour les articles homonymes, voir Kronotski (homonymie).
La péninsule Kronotski (en russe : Кроноцкий полуостров, Kronotskiy poluostrov) est l'une des quatre grandes péninsules situées à l'est du Kamtchatka, dans l'Extrême-Orient russe. 
Située au nord de Petropavlovsk-Kamtchatski, la péninsule et les eaux environnantes font partie de la réserve naturelle de biosphère de Kronotski. L'un des sites uniques de la réserve est le glacier de la péninsule Tioutchevski.
La péninsule Kronotski sépare le baie Kronotski (au nord) de la baie du Kamtchatka (au sud).
Montagneuse, les points culminants de la péninsule sont le mont Alney (1 313 m) et le mont Nochleg (691 m). Le lac Chazhma est le principal lac de la péninsule. À proximité du phare du cap Kronotski, se trouve le village inhabité de Kronoki dans la baie d'Olga. Ce village abrite la station météorologique Kronoki dans laquelle résident par intermittence entre deux et cinq scientifiques. C'est à partir de cette station que les scientifiques Tatiana Oustinova et Anisifor Kroupenine on découvert la vallée des geysers.
À l'ouest de la péninsule s'élèvent les volcans Kracheninnikov, Kronotski, Kizimen et Gamtchien.